# Семичастный, Владимир Ефимович
Влади́мир Ефи́мович Семича́стный (15 января 1924, Межевая, Екатеринославская губерния — 12 января 2001, Москва) — советский партийный и государственный деятель, генерал-полковник (1964). Председатель Комитета государственной безопасности СССР (1961—1967). Член ЦК КПСС (1964—1971, кандидат 1956—1964). Депутат Верховного Совета СССР.

## Биография

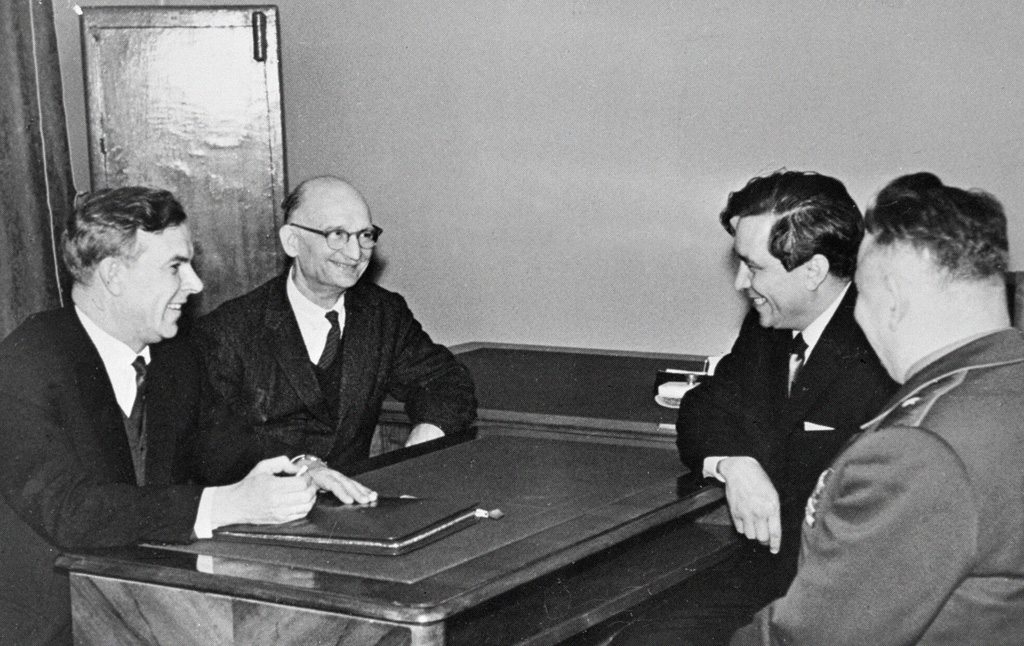
В. Е. Семичастный (1-й слева) принимает советских разведчиков Р. Абеля (2-й слева) и К. Т. Молодого (2-й справа)

Владимир Семичастный родился 15 января 1924 года в многодетной семье рабочего мельницы в селе Григорьевка Павлоградского округа Екатеринославской губернии (с 1957 — в составе пгт Межевая Днепропетровской области). Отец Ефим Кириллович и мать Домна Ивановна Семичастные были крестьянами Тульской губернии. Они поженились очень молодыми и вскоре после свадьбы уехали на юг России на заработки. В начале Первой мировой войны семья перебралась в небольшое село Григорьевка современного Межевского района Днепропетровской области, где и родился В. Е. Семичастный. Как вспоминал В. Е. Семичастный: «Отец вступил в партию по ленинскому призыву в 1924 году. Хотя был малограмотным — закончил лишь два или три класса церковно-приходской школы, но очень активным коммунистом, безоговорочно преданным партии. Моя мать, родившая 11 детей (две сестры и один годовалый малыш умерли в гражданскую задолго до моего рождения), была награждена орденом „Материнская слава“».
С 1939 года был секретарём комитета комсомола средней школы г. Красноармейска Сталинской области Украины. 15 июня 1941 года окончил школу, получив аттестат зрелости с отличием и подал документы в Харьковский авиационный институт.
В годы Великой Отечественной войны был признан непригодным для строевой службы вследствие врождённого порока сердца. В июле 1941 года стал председателем Красноармейского райсовета добровольного спортивного общества «Локомотив» Донецкой области, в августе — секретарём узлового комитета комсомола в Красноармейске.
С приходом немецких оккупационных войск эвакуировался в Кемерово, где жила его сестра с мужем. В декабре 1941 года поступил в Кемеровский химико-технологический институт, основанный на базе двух эвакуированных институтов — Рубежанского и Днепропетровского, но проучился только до весны 1942 года, когда был отправлен в военно-интендантское училище в Омске. Решением начальника училища не был допущен к обучению вследствие непригодности к службе. Вернулся в Кемерово, где был назначен секретарём комитета комсомола Кемеровского коксохимического завода, а через два месяца стал секретарём Центрального райкома, сменив девушку, добровольно ушедшую на фронт. В конце 1942 года был принят кандидатом в члены ВКП(б).
После освобождения Донбасса, в сентябре 1943 года направлен в Красноармейск первым секретарём райкома комсомола. С января 1944 года — заведующий отделом рабочей молодёжи Сталинского обкома комсомола, в конце 1946 года избран первым секретарём Сталинского (Донецкого) обкома комсомола.
В 1946—1950 годах секретарь, 1-й секретарь ЦК ЛКСМ Украины.
В 1950—1958 годах секретарь ЦК ВЛКСМ (в котором стал соратником Александра Шелепина).
30 октября 1958 года в докладе на пленуме ЦК ВЛКСМ выступил с речью, в которой сравнил лауреата Нобелевской премии Бориса Пастернака со свиньёй: 

Иногда мы, кстати, совершенно незаслуженно, говорим о свинье, что она такая, сякая и прочее. Я должен вам сказать, что это наветы на свинью. Свинья, — все люди, которые имеют дело с этими животными, знают особенности свиньи, — она никогда не гадит там, где кушает, никогда не гадит там, где спит. Поэтому, если сравнить Пастернака со свиньёй, то свинья не сделает того, что он сделал.

В мемуарах Семичастный утверждает, что эту речь против Пастернака надиктовал ему Хрущёв: 
Хрущёв вызвал стенографистку и начал диктовать. Тут были любимые им словечки: и «паршивая овца», и «свинья, которая не гадит там, где ест или спит», и пр. Типично хрущёвский, нарочито грубый, бесцеремонный окрик, выпирающий из текста доклада, нарушающий общий его тон.
С марта 1958 по март 1959 года — первый секретарь ЦК ВЛКСМ.
С марта по август 1959 года — заведующий отделом партийных органов ЦК КПСС по союзным республикам. С августа 1959 по ноябрь 1961 года — второй секретарь ЦК КП Азербайджана.
В 1961—1967 — председатель КГБ при Совете министров СССР. Был одним из организаторов смещения в 1964 году Н. С. Хрущёва. По свидетельству П. Е. Шелеста, пришедший к власти вместо Хрущёва Л. И. Брежнев предлагал в период подготовки Пленума ЦК КПСС 1964 года физически избавиться от Хрущёва:

Я рассказал Подгорному, что встречался в Железноводске с В. Е. Семичастным, бывшим председателем КГБ СССР в период подготовки Пленума ЦК 1964 года. Семичастный мне рассказал, что ему Брежнев предлагал физически избавиться от Н. С. Хрущёва, устроив аварию самолёта, автомобильную катастрофу, отравление или арест.
Всё это Подгорный подтвердил и сказал, что им и Семичастным все эти варианты устранения Хрущёва были отброшены…

Обо всём этом когда-нибудь станет известно! И как в этом свете будет выглядеть «наш вождь»?
Был единственным встречающим Хрущёва в аэропорту при прибытии на Пленум ЦК КПСС с Кавказа.
Генерал армии Валентин Варенников отмечал: «Семичастного на пост председателя КГБ поставил Н. С. Хрущёв. Но, когда Никита Сергеевич „зарылся“, не стал ни с кем советоваться и, делая одну ошибку за другой, наносил своими решениями ущерб государству, Семичастный содействовал тому, чтобы Хрущёв спокойно ушёл в отставку. Ведь долг перед народом и ответственность за безопасность страны, конечно, должны быть выше личных отношений…».
Политические амбиции А. Н. Шелепина, человеком которого был Семичастный, привели Семичастного к отставке с поста председателя КГБ СССР и удалению из общесоюзной политической жизни. Таким ходом Брежнев хотел ослабить влияние Шелепина. Семичастный был уволен «в почётную отставку» на малозначительный пост первого заместителя Председателя Совмина УССР. Формальным поводом для его увольнения с поста председателя КГБ послужил отказ дочери Сталина Светланы Аллилуевой от возвращения в СССР из поездки в Индию и планирующийся выход на Западе её «антисоветской» книги.
В 1967—1981 годах заместитель председателя Совета министров УССР, до 1971 года — первый заместитель. По собственным словам Семичастного, Щербицкий говорил ему, что существовала предварительная договорённость о назначении Семичастного первым секретарём в любой освобождающийся обком, однако несмотря на появление вакантных мест, этого так и не произошло.
С 1981 года заместитель председателя Правления общественной организации — Всесоюзного общества «Знание». Как вспоминал В. Е. Семичастный, после перенесённого во время работы в Киеве инфаркта он обращался с письмами к Л. И. Брежневу с просьбой разрешить возвратиться в Москву.
С 1988 года на персональной пенсии.

## Смерть
12 января 2001 года в Москве он перенёс инсульт и скончался, не дожив трёх дней до своего 77-летия. Похоронен 17 января на Троекуровском кладбище в Москве.

## Семья
Женился, будучи секретарём Донецкого обкома комсомола, на студентке Донецкого индустриального института. Супруга — Антонина Валерьевна (22 ноября 1922 — 9 июня 2019) — защитила кандидатскую диссертацию, стала доцентом, работала преподавателем станкоинструментального института. Сын Олег (1947), дочь Елена (1951).

## Награды
- орден Ленина (28.10.1948)
- 3 ордена Трудового Красного Знамени
- медали

## Сочинения
- Семичастный В. Е. Беспокойное сердце. — М.: Вагриус, 2002. — 460 с. — ISBN 5-264-00721-7.

## Документальные фильмы о Владимире Семичастном
- «Исторические хроники». 1958 год: Пастернак и Стрельцов.
- «Особая папка». Автор Л. Млечин.

## Киновоплощения
- Богдан Ступка («Серые волки», Россия, 1993)
- Сергей Комаров («Осведомлённый источник в Москве», 2009)
- Михаил Слесарев («Фурцева», Россия, 2011)
- Андрей Ильин («Однажды в Ростове», Россия, 2012)